# Gertrud Peters Solórzano
Gertrud Peters Solórzano es una historiadora y profesora costarricense. Se le reconoce su labor en la historia empresarial donde ha desarrollado técnicas de investigación novedosas al mismo tiempo que ha aprovechado fuentes de difícil acceso. Además ha realizado investigaciones sobre la influencia alemana en la sociedad costarricense.
Peters Solórzano es profesora de la Escuela de Historia de la Universidad Nacional. donde ha desarrollado como docente e investigador.  Ha sido también investigadora del Centro de Investigaciones Históricas de América Central (CIHAC ) de la Universidad de Costa Rica.

## Biografía
Peters Solórzano es licenciada en Historia por la Universidad de Costa Rica, con estudios de posgrado en la misma y en la Universidad de Tulane en New Orleans y Maestría en Administración de Negocios por National University en San Diego con sede en Costa Rica.
Experiencia de treinta años en la investigación de la historia económica de Costa Rica, en especial en la historia agraria, monetaria y de grupos de poder económico nacionales y alemanes durante los siglos XIX y XX, cuyos productos han sido publicados en diversos medios.
Ha laborado durante estos años en La Universidad Nacional y en ocasiones también en la Universidad de Costa Rica. Su especialidad en la docencia se ha enfocado en los cursos de metodología de la investigación, talleres de trabajos de investigación y en historia de Costa Rica durante los siglos XIX y XX.
Gertrud Peters Solórzano, de la Academia de Geografía e Historia; es la Historiadora designada por el Gobierno de Carlos Alvarado Quesada para la Conmemoración del Bicentenario de Independencia. Es madre de la señorita Alina María Menocal Peters, quien fungió como asesora política del Ministerio de la Presidencia durante el Gobierno de Luis Guillermo Solís Rivera, periodo 2014-2018, y asesora de la señora Pilar Garrido Gonzalo, ministra de MIDEPLAN y coordinadora del Equipo Económico, durante el Gobierno de Carlos Alvarado Quesada, periodo 2018-2020.

## Principales Publicaciones
1. Los archivos de la junta de custodia de Costa Rica durante La Segunda Guerra Mundial: ciudadanos y empresas en las diferentes listas construidas por los gobiernos británico, estadounidense y costarricense Torres Hernández, Margarita; Peters Solórzano, Gertrud En: Revista de historia, No.46, 261-307
2. Café de Costa Rica: un viaje a lo largo de su historia ([2001]) Samper Kutschbach, Mario; Peters Solórzano, Gertrud
3. Las disposiciones legales del gobierno costarricense sobre los bienes de los alemanes durante la Segunda Guerra Mundial Peters Solórzano, Gertrud; Torres Hernández, Margarita. En: Anuario de estudios centroamericanos, Vol.28, no.1-2, 137-159
4. Estadísticas nominales sobre el volumen y la calidad del café exportado de Costa Rica, 1896-1900 Peters Solórzano, Gertrud En: Revista de historia, No.55-56, 163-181
5. Los estudios de empresas cafetaleras en Costa Rica en perspectiva histórica Peters Solórzano, Gertrud En: Revista de historia, n.º especial
6. Exportadores y consignatarios del café costarricense a finales del siglo XIX Peters Solórzano, Gertrud En: Revista de historia, No.49-50, 59-109
7. La formación territorial de las grandes fincas de café en la Meseta Central: estudio de la firma Tournón, 1877-1979 (1979) Peters Solórzano, Gertrud  Trabajos Finales de Graduación.[5]
8. Historia reciente de las grandes empresas cadetaleras 1950-1980 Peters Solórzano, Gertrud En: Revista de historia, n.º especial: Historia, problemas y perspectiva agraria en Costa Rica, 241-263
9. Inventario de la Botica Alemana: San José de Costa Rica, agosto de 1898 Peters Solórzano, Gertrud En: Revista de historia, No.53-54, 245-254